# Аксуат (Акмолинская область)
Новодолинка (Новодоли́нка) — аул в Ерейментауском районе Акмолинской области Казахстана, образует административно-территориальное образование «Село Новодолинка» со статусом сельского округа (соответствующий 3-му уровню административно-территориальной единицы).
- Код КАТО — 114647100[2].
- Код КАТО АТЕ — 114647000[3].

## География
Аул расположен в южной части района, на расстоянии примерно 59 километров (по прямой) к юго-западу от административного центра района — города Ерейментау.
Абсолютная высота — 412 метров над уровнем моря.
Климат холодно-умеренный, с хорошей влажностью. Среднегодовая температура воздуха положительная и составляет около +3,5°С. Среднемесячная температура воздуха в июле достигает +19,7°С. Среднемесячная температура января составляет около -14,7°С. Среднегодовое количество осадков составляет около 445 мм. Основная часть осадков выпадает в период с мая по август.
Ближайшие населённые пункты: аул Олжабай батыра — на северо-востоке, аул Еркиншилик — на севере, село Николаевка — на юго-западе.
Через село проходит автодорога областного значения — КС-2 «Ерейментау — Еркиншилик — Аршалы».

## История
В 1989 году аул являлся административным центром Новодолинского сельсовета (сёла Новодолинка, Орнек, Токберле, Целинное).
В периоде 1991—1998 годов:
- Новодолинский сельсовет был преобразован в сельский округ в соответствии с реформами административно-территориального устройства Республики Казахстан;
- село Орнек было переведено в категорию иных поселений и исключено из учётных данных в связи с выездом всех жителей.

Согласно решению Акмолинского областного маслихата, акима Акмолинской области от 12 апреля 2001 года № С-7-11 — село Токберле было переведено в категорию иных поселений и исключено из учётных данных в связи с выездом всех жителей.
Постановлением Акимата Акмолинской области от 21 марта 2007 года N а-4/87 и решением Акмолинского областного Маслихата от 21 марта 2007 года N ЗС-25-12 — село Целинное было переведено в категорию иных поселений и исключено из учётных данных, поселение села вошло в состав села Новодолинка (административного центра сельского округа).
Постановлением акимата Акмолинской области от 27 октября 2010 года № а-11/396 и решением Акмолинского областного маслихата от 27 октября 2010 года № 4С-28-6 — село Новодолинка было переименовано а позже преобразовано в аул Аксуат.

## Население
В 1989 году население села составляло 2877 человек (из них немцы — 100 %).
В 1999 году население села составляло 1589 человек (795 мужчин и 794 женщины). По данным переписи 2009 года, в селе проживали 702 человека (351 мужчина и 351 женщина).
| Численность населения | Численность населения | Численность населения |
| 1989                  | 1999                  | 2009                  |
| --------------------- | --------------------- | --------------------- |
| 2877                  | ↘1589                 | ↘702                  |

## Улицы[12]
- ул. Абая Кунанбаева
- ул. Бейбитшилик
- ул. им. Абылай хана
- ул. им. Богенбай батыра
- ул. им. Динмухамеда Кунаева
- ул. им. Ибрая Алтынсарина
- ул. им. Кажымукана
- ул. им. Сакена Сейфуллина
- ул. им. Тохтара Аубакирова
- ул. им. Шокана Уалиханова
- ул. Тауелсиздик